# Карманово (Татарстан)
Карма́ново (тат. Карман) — село в Заинском районе Республики Татарстан, в составе Бегишевского сельского поселения.

## Этимология
Топоним произошёл от слова тюрко-татарского происхождения «карман» (надворные постройки).

## География
Село находится на реке Авлашка, в 23 км к северу от районного центра — города Заинска.

## История
В окрестностях села выявлен археологический памятник – Кармановская стоянка (срубная культура).
Село известно с 1678 года. В дореволюционных источниках упоминается также под названием Беляксу.
До 1860-х годов жители относились к категории государственных крестьян (из ясачных татар). Их основные занятия в этот период – земледелие и скотоводство, были распространены пчеловодство, садоводство, извоз, колёсный, валяльно-войлочный, бондарный, плотничный и портняжный промыслы, отходничество (в том числе уходили на заработки в города и на угольные шахты Донбасса).
В «Списке населенных мест по сведениям 1870 года», изданном в 1877 году, населённый пункт упомянут как деревня Карманова (Нижний Авлаш) 4-го стана Мензелинского уезда Уфимской губернии. Располагалась при речках Авлашке и Тимирсу, по левую сторону коммерческого тракта из Бугульмы в село Бетьки, в 69 верстах от уездного города Мензелинска и в 19 верстах от становой квартиры в селе Бережные Челны. В деревне, в 61 дворе жили 384 человека (193 мужчины и 191 женщина, татары), были мечеть, училище, водяная мельница. Жители занимались земледелием, скотоводством.
По сведениям начала XX века, в деревне действовали мечеть, 2 водяные мельницы, 2 крупообдирки, 2 хлебозапасных магазина, мануфактурная лавка. В этот период земельный надел сельской общины составлял 1117 десятин.
По подворной переписи 1912–1913 годов, из 166 хозяйств 36 были безлошадными, 122 – одно-, двухлошадными, 8 имели по три и более рабочих лошадей.
В годы советской власти в зданиях мечети и медресе размещались начальная школа, клуб, сельсовет, кооператив.
До 1920 года село входило в Ахметьевскую волость Мензелинского уезда Уфимской губернии. С 1920 года в составе Мензелинского, с 1922 года – Челнинского кантонов ТАССР. С 10 августа 1930 года – в Челнинском, с 10 февраля 1935 года – в Заинском, с 1 февраля 1963 года – в Челнинском, с 1 ноября 1972 года в Заинском районах.
В 1930 году в селе организован колхоз «Кзыл Юлдуз», с 1998 года колхоз села —  сельскохозяйственный производственный кооператив, с 2006 года в составе одноименного подразделения агрофирмы «Зай» (молочное скотоводство). В 1935–1937 годах построена одна из первых в ТАССР колхозная гидроэлектростанция на реке Авлашка мощностью 7850 кВт/ч. В 1959 году организованы радиоузел и телефонная станция.
До 2000-х годов работала начальная школа.

## Население
| 1870 | 1897 | 1912 | 1920 | 1926 | 1938 | 1949 | 1958 | 1970 | 1979 | 1989 | 2002 | 2010 | 2017 |
| ---- | ---- | ---- | ---- | ---- | ---- | ---- | ---- | ---- | ---- | ---- | ---- | ---- | ---- |
| 384  | 689  | 901  | 942  | 739  | 678  | 572  | 493  | 462  | 305  | 184  | 147  | 139  | 151  |

Национальный состав села — татары.

## Экономика
C 2006 года в селе работают одноименные подразделения агрофирмы «Зай» (молочное скотоводство).

## Инфраструктура
В селе функционирует дом культуры и фельдшерско-акушерский пункт.

## Религия
В 2003-2005 годах возведена мечеть.

## Известные люди
- Ф. Ш. Хузин (р. 1951) — археолог, историк, доктор исторических наук, член-корреспондент Академии наук РТ, заслуженный деятель науки РТ, лауреат Государственной премии РТ в области науки и техники